# Franz-Josef Dahlmann
Franz-Josef „Peppi“ Dahlmann (* 24. September 1979 in Wickede) ist ein deutscher Springreiter.

## Allgemeines
Mehrfach war Dahlmann als Nationenpreisreiter für Deutschland aktiv und war Mitglied des deutschen B2-Kaders der Springreiter. Darüber hinaus führte er den Hengst Comme il faut bei den Weltmeisterschaften der jungen Springpferde 2010 zum Vize-Weltmeistertitel der fünfjährigen Springpferde.
Dahlmanns Eltern waren Inhaber einer Reitanlage in Fröndenberg. Sein Vater, Franz-Josef Dahlmann senior, war Dressurreiter auf Grand-Prix-Niveau. Seit seiner Kindheit hat er seinen Spitznamen Peppi. Dahlmann ist verheiratet.

## Werdegang
Nach seinem Schulabschluss 1996 folgte eine Bereiterlehre in Mühlen im Stall von Paul Schockemöhle unter der Aufsicht von Dietmar Gugler. Nach der Ausbildung begann er 2001 seine Tätigkeit für den Unternehmer, Springreiter und Mannschaftsgold-Gewinner der Olympischen Spiele 1988, Wolfgang Brinkmann. Im Dezember 2004 legte Franz-Josef Dahlmann seine Prüfung zum Pferdewirtschaftsmeister ab.
Zum Jahresbeginn 2009 wechselte Dahlmann in den Stall von Springreiter-Bundestrainer Otto Becker nach Sendenhorst, wo er als Betriebsleiter und Chefbereiter tätig war. Von Ende 2011 bis Ende 2012 war er im Gestüt Zangersheide des Belgiers Leon Melchior tätig. Hier ritt er unter anderem mehrere Pferde von Judy-Ann Melchior während ihrer Schwangerschaftspause. Nach einer kurzen Phase in Fröndenberg übernahm Dahlmann von März bis Oktober 2013 das Stallmanagement und die sportliche Leitung des Beijing International Equestrian Club in Peking. Seit November 2013 ist er zunächst wieder auf der elterlichen Reitanlage in Fröndenberg ansässig.

## Erfolge
- 2003: 1. Platz im Berufsreiterchampionat in Bissendorf, 1. Platz im Nationenpreis in Linz mit Carlo Cassini
- 2006: 1. Platz im Großen Preis in Dresden (CSI 2*) mit Calanda
- 2007: 3. Platz im Großen Preis in Ravensburg (CSI 2*) mit Calanda, 1. Platz beim Championat von Münster (CSI 4*) mit Calanda, 5. Platz beim Großen Preis von Paderborn (CSI 4*, Riders Tour) mit Calanda, 7. Platz im Großen Preis von Hannover (CSI 4*, Riders Tour) mit Calanda, 4. Platz beim Weltcupspringen von Mechelen (CSI 5*-W) mit Calanda
- 2008: 1. Platz im Großen Preis von Salzburg (CSI 4*) mit Calanda
- 2009: 2. Platz im Großen Preis von Offenburg (CSI 2*) mit Lifou, 1. Platz im Championat von Dortmund (CSI 3*) mit Lifou, 1. Platz im Großen Preis von Zwickau mit Lifou, 1. Platz im Championat von München-Riem (CSI 3*) mit Lifou, 1. Platz im Großen Preis von München-Riem (CSI 3*) mit Lifou, 1. Platz im Championat von Lamprechtshausen (CSI 3*) mit Lifou, 1. Platz in der Hardenberg-Trophy (CSI 3* Nörten-Hardenberg) mit Lifou, 2. Platz im Championat von Nörten-Hardenberg (CSI 3*) mit Lunatic
- 2010: 3. Platz im Gold Cup (CSI4* Braunschweig) mit Lifou, 3. Platz im Großen Preis von Verden (CSI 2*) mit Chintan, 1. Platz im Championat von Balve (CSI 4*) mit Lifou sowie 1. Platz mit der deutschen Mannschaft im Nationenpreis von Sopot (CSIO 3*) mit Lifou, 2. Platz bei der Weltmeisterschaft der fünfjährigen Springpferde in Lanaken-Zangersheide mit Comme il faut
- 2011: 1. Platz im Championat von Neustadt/Dosse (CSI 2*) mit Lifou, 3. Platz im Großen Preis von Bayern (München-Riem, CSI 3*) mit Luke Mc Donald, 3. Platz im Großen Preis von Verden (CSI 2*) mit Chintan, 2. Platz beim Bundeschampionat (6-jährige Springpferde) mit Comme il faut
- 2013: 1. Platz im Mai-Weltcupspringen von Peking-Caiyu (CSI 2*-W) mit Ziemar, 3. Platz im Oktober-Weltcupspringen von Peking (CSI 2*-W) mit Ziemar
- 2015: 1. Platz im Großen Preis von Leverkusen (Klasse S** mit Siegerrunde) mit Carlson[7]
- 2016: 4. Platz im Großen Preis der 1. Woche der Z-Tour (CSI 2* Lanaken-Zangersheide) mit Carlson, 1. Platz im Großen Preis von Hellefeld (Klasse S*** mit Stechen) mit Carlson
- 2020: 5. Platz im Großen Preis des CSI 2* von Damme mit Coraline
- 2021: 3. Platz im Großen Preis von Warstein (Klasse S*** mit Stechen) mit Coraline

(Stand: 7. Februar 2022)

## Erfolgreiche Pferde

### Aktuelle
- Dixie Chick (* 2019), braune Zangersheider Stute, Vater: Don VHP Z N.O.P., Muttervater: Clearway
- Zenia 11 (* 2017), Hannoveraner Schimmelstute, Vater: Zirocco Blue VDL, Muttervater: Quintender 2
- Djenna (* 2011), Holsteiner Schimmelstute, Vater: Clarimo Ask, Muttervater: Coriano Z
- Elon (* 2018), Westfale brauner Hengst, Vater: Eldorado van de Zeshoek TN, Muttervater: Cassini I
- Gwenevere (* 2011), KWPN-Fuchsstute, Vater: Corland, Muttervater: Matterhorn
- Balou Classic S (* 2017), Westfale brauner Hengst, Vater: Balous Bellini, Muttervater: Cornet Obolensky

### Ehemalige
- Pikeur Carlo Cassini (* 1990), Holsteiner Schimmelwallach, Vater: Caretino, Muttervater: Lorenz[9]
- Pikeur Calanda (* 1995), braune Holsteiner Stute, Vater: Cassini I, Muttervater: Calvadur, 2009 an Geir Gulliksen verkauft, ab 2010 von Marie Longem geritten[10][8]
- ECL Lunatic (* 1996), Westfale brauner Wallach, Vater: Life is Life, Muttervater: Libero, bis Anfang 2007 von Jörne Sprehe geritte, bis Ende 2007 von Katharina Offel geritten, 2008 von Otto Becker geritten, von 2009 bis April 2010 von Franz-Josef Dahlmann geritten, von Mai 2010 bis Ende 2010 von Lars Nieberg geritten, ab 2011 von Toni Haßmann geritten[11][12]
- Lifou (* 1999), braune Selle Français-Stute, Vater: Apache d'Adriers, Muttervater: Jalisco B, zuvor von Vanessa König, Kathrin Müller und Otto Becker geritten, von November 2008 bis Mai 2011 von Franz-Josef Dahlmann geritten, anschließend von Wladimir Beletskij, Benas Gutkauskas und Clarissa Crotta geritten[13]
- Chintan (* 2002), Oldenburger Springpferd Dunkelfuchs-Hengst, Vater: Cento, Muttervater: Quattro B, ab 2012 u. a. von Andreas Kreuzer und Sungwhan Oh geritten[14][15]
- Luke Mc Donald (* 2002), Bayer brauner Hengst, Vater: Lord Incipit, Muttervater: Sirius, ab 2012 von Janne Friederike Meyer und Maximilian Weishaupt geritten[16]
- Comme il faut NRW (* 2005), Westfale brauner Hengst, Vater: Cornet Obolensky, Mutter: Ratina Z, von 2012 bis Juni 2013 von Toni Haßmann geritten, seitdem von Marcus Ehning geritten[17]
- Aktion Pur Z (* 1998; † 2024), Westfale brauner Hengst, Vater: Ars Vivendi, Muttervater: Pilot, zuletzt im Juli 2013 von Tobias Thoenes im internationalen Sport eingesetzt